# Concertgebouwplein
Het Concertgebouwplein is een plein in Amsterdam-Zuid. Het ligt ten zuiden van het Koninklijk Concertgebouw. Het heette van 1893 tot 1988 het J.W. Brouwersplein, naar pastoor en schrijver Jan Willem Brouwers (1831-1893) en werd hernoemd naar aanleiding van het 100-jarig bestaan van het Concertgebouw.
Vanuit het (zuid)westen komt de De Lairessestraat uit op het plein. Het plein wordt gekruist door de Van Baerlestraat. Tegenover het plein komt de Gabriël Metsustraat op deze kruising uit, en ten noorden van deze straat ligt het Museumplein.
Op het Concertgebouwplein hebben de buslijnen 347, 357 en 397 een halte.